# Lista de episódios de Descendants: Wicked World
Segue-se abaixo a lista de episódios de Descendants: Wicked World. A série animada estreou em 18 de setembro de 2015 no Disney Channel dos Estados Unidos. No Brasil, a estreia da série animada foi no dia 31 de outubro de 2015, no Disney Channel.
A Série foi Renovada no dia 13 de julho para 2016, com Novos Personagens como, Bradley Steven Perry com a Personagem Zevon, Filho da Yzma, de A Nova Onda do Imperador, e a Lauryn McClain (Irmã de China Anne McClain), Assumiria a Freddie, Devido a China Anne McClain Estar Ocupada com as Gravações de Descendants 2, na Qual faria de Uma, Filha de Úrsula. A 2ª temporada estreou a 21 de outubro de 2016 e acabou a 25 de fevereiro de 2017 no seu pais original. Em Portugal a 2ª temporada estreou a 28 de janeiro de 2017 e terminou a 1 de abril de 2017. No Brasil, a 2ª temporada estreou e terminou em 9 de Junho de 2017.

## Episódios
| Temporada | Temporada | Episódios | Exibição original      | Exibição original       | Exibição em Portugal  | Exibição em Portugal   | Exibição no Brasil    | Exibição no Brasil   |
| Temporada | Temporada | Episódios | Estreia                | Final                   | Estreia               | Final                  | Estreia               | Final                |
| --------- | --------- | --------- | ---------------------- | ----------------------- | --------------------- | ---------------------- | --------------------- | -------------------- |
|           | 1         | 18        | 18 de setembro de 2015 | 14 de julho de 2016     | 10 de outubro de 2015 | 19 de setembro de 2016 | 31 de outubro de 2015 | 14 de agosto de 2016 |
|           | 2         | 15        | 21 de outubro de 2016  | 24 de fevereiro de 2017 | 28 de janeiro de 2017 | 1 de abril de 2017     | 9 de junho de 2017    | 9 de junho de 2017   |
|           | Especiais | 3         | 13 de dezembro de 2015 | 3 de março de 2017      | 4 de junho de 2016    | 2 de abril de 2017     | 26 de março de 2016   | 9 de junho de 2017   |

### 1ª Temporada (2015–16)
| ## | #  | Título | Dirigido por                 | Escrito por   | Estreias                                                            | Código de produção |
| --- | -- | --- | ---------------------------- | ------------- | ------------------------------------------------------------------- | ------------------ |
| 1 | 1  | "A Explosão de Sabor da Evie (BR) Explosão de Sabor (PT)" "Evie's Explosion Taste"                                              | Aliki Theofilopoulous Grafft | Julia Miranda | 18 de setembro de 2015 31 de outubro de 2015 10 de outubro de 2015  | 101                |
| Evie pede a Mal que a ajude a preparar os cupcakes para a Quermesse da Escola de Auradon....Mas suas doces intenções terminam em uma explosão de sabor!                                |    | |                              |               |                                                                     |                    |
| 2 | 2  | "O Problema de Digi-Imagem da Mal (BR/PT)" "Mal's Digi-Image Problem"                                                           | Aliki Theofilopoulous Grafft | Julia Miranda | 25 de setembro de 2015 31 de outubro de 2015 30 de outubro de 2015  | 102                |
| Quando Mal exagera ao pintar um retrato de Audrey, Ben lhe diz que ela sofre um problema de digi-imagem.                                                                               |    | |                              |               |                                                                     |                    |
| 3 | 3  | "Um Novo Penteado para a Audrey? Nãaaaaao (BR) O Novo Penteado da Audrey? Novo Despenteado! (PT)" "Audrey's New Do? New Don't!" | Aliki Theofilopoulous Grafft | Julia Miranda | 2 de outubro de 2015 7 de novembro de 2015 6 de novembro de 2015    | 103                |
| Como Audrey se sente frustrada pelo sucesso do novo estilo dos vilões, ela convence a Jane à transformar seu cabelo em algo realmente extremo.                                         |    | |                              |               |                                                                     |                    |
| 4 | 4  | "Cuidado Com o que Deseja (BR) Cuidado Com os Desejos (PT)" "Careful What You Wish For"                                         | Aliki Theofilopoulous Grafft | Julia Miranda | 9 de outubro de 2015 7 de novembro de 2015 20 de novembro de 2015   | 104                |
| Mal se sente pressionada porque todos parecem precisar da sua ajuda. Por isso, ela faz um pedido perigoso do qual ela pode ser arrepender.                                             |    | |                              |               |                                                                     |                    |
| 5 | 5  | "Vodu? (BR) Voodoo? Faz Tu! (PT)" "Voodoo? You Do"                                                                              | Aliki Theofilopoulous Grafft | Julia Miranda | 16 de outubro de 2015 19 de dezembro de 2015 4 de dezembro de 2015  | 105                |
| De volta à Ilha dos Perdidos, Mal decide esconder seus amigos de Auradon antes que aconteça algo de errado.                                                                            |    | |                              |               |                                                                     |                    |
| 6 | 6  | "Lâmpada Doce Lâmpada (BR) Lâmpada, Querida Lâmpada (PT)" "Lamp Sweet Lamp"                                                     | Aliki Theofilopoulous Grafft | Julia Miranda | 23 de outubro de 2015 31 de dezembro de 2015 25 de dezembro de 2015 | 106                |
| Os papéis se invertem na Ilha dos Perdidos. Agora, a galera de Auradon está fora de seu lugar, enquanto os vilões se sentem em casa com suas maldades.                                 |    | |                              |               |                                                                     |                    |
| 7 | 7  | "Gênia Chique (BR) Génio Chique (PT)" "Genie Chic"                                                                              | Aliki Theofilopoulous Grafft | Julia Miranda | 6 de novembro de 2015 10 de janeiro de 2016 12 de fevereiro de 2016 | 107                |
| Estar dentro da lâmpada mágica da Jordan implica seguir certas regras de moda ao melhor estilo “Gênia Chique”.                                                                         |    | |                              |               |                                                                     |                    |
| 8 | 8  | "Troço Delicioso (BR) Delícia Almofadada (PT)" "Puffed Deliciousness"                                                           | Aliki Theofilopoulous Grafft | Julia Miranda | 13 de novembro de 2015 1 de fevereiro de 2015 18 de março de 2016   | 108                |
| Ainda que Freddie tente se adaptar às formas "não-vilãs" de Auradon, ela se sente imediatamente atraída pela comidinhas delíciosas da lanchonete.                                      |    | |                              |               |                                                                     |                    |
| 9 | 9  | "Bem é o Novo Mal (BR) O Bem é o Novo Mal (PT)" "Good Is The New Bad"                                                           | Aliki Theofilopoulous Grafft | Julia Miranda | 27 de novembro de 2015 6 de março de 2016 22 de abril de 2016       | 109                |
| Durante o concurso anual de canto em Auradon, a competição é feroz, mas quando as equipes tentam ofuscar a outra mutuamente, acabam percebendo que o melhor seria unir as vozes.       |    | |                              |               |                                                                     |                    |
| 10 | 10 | "Dia do Espírito Esportivo (BR) Dia do Espírito (PT)" "Spirit Day"                                                              | Aliki Theofilopoulous Grafft | Julia Miranda | 4 de dezembro de 2015 26 de março de 2016 4 de junho de 2016        | 110                |
| Mal faz um feitiço e todos começam a latir feito um cachorro. |    | |                              |               |                                                                     |                    |
| 11 | 11 | "Dia Glorioso (BR) Sou a tua Miúda (PT)" "I'm Your Girl"                                                                        | Aliki Theofilopoulous Grafft | Julia Miranda | 11 de dezembro de 2015 26 de março de 2016 4 de junho de 2016       | 111                |
| Evie faz vestido de Lonnie brilhar em uma apresentação. |    | |                              |               |                                                                     |                    |
| 12 | 12 | "Tudo Misturado (BR) Mistura! (PT)" "Mash It Up"                                                                                | Aliki Theofilopoulous Grafft | Julia Miranda | 13 de dezembro de 2015 26 de março de 2016 4 de junho de 2016       | 112                |
| As meninas decidem o tema de um baile. |    | |                              |               |                                                                     |                    |
| 13 | 13 | "Todos Saúdem a Nova Rainha do Baile das Luzes de Neon (BR) Saúdem a Nova R.B.L.N. (PT)" "All Hail the New Q.N.I.B."            | Aliki Theofilopoulous Grafft | Julia Miranda | 5 de julho de 2016 14 de agosto de 2016 12 de setembro de 2016      | 113                |
| Os filhos dos vilões tornam-se numa fonte de caos e suspeição quando o fato de mascote de Jane é roubado e Audrey não é eleita Rainha do Baile de Luz Negra.                           |    | |                              |               |                                                                     |                    |
| 14 | 14 | "Chá da Moda (BR) Louca por Chá (PT)" "Mad of Tea"                                                                              | Aliki Theofilopoulous Grafft | Julia Miranda | 6 de julho de 2016 14 de agosto de 2016 13 de setembro de 2016      | 114                |
| Apesar de resolverem muitos fiascos de indumentária, as boas intenções de Mal e Evie correm mal quando a sua ajuda levanta mais suspeitas por parte dos filhos dos hérois.             |    | |                              |               |                                                                     |                    |
| 15 | 15 | "O Tapete Atrasado (BR) Roubo de Tapete (PT)" "Carpet Jacked"                                                                   | Aliki Theofilopoulous Grafft | Julia Miranda | 7 de julho de 2016 14 de agosto de 2016 14 de setembro de 2016      | 115                |
| Carlos, Jay e o tapete voador não aparecem para levar as raparigas à festa. Uma vez que os filhos dos vilões não são de confiança, Jane tem que fazer magia e conseguir um transporte. |    | |                              |               |                                                                     |                    |
| 16 | 16 | "A Noite é uma Criança (BR) A Noite é Jovem (PT)" "The Night is Young"                                                          | Aliki Theofilopoulous Grafft | Julia Miranda | 14 de julho de 2016 14 de agosto de 2016 15 de setembro de 2016     | 116                |
| No Baile de Luz Negra a festa é interrompida quando o cabo da DJ é misteriosamente cortado. Felizmente, Freddie está lá para salvar o dia...                                           |    | |                              |               |                                                                     |                    |
| 17 | 17 | "Confusão no Baile (BR) Apaga-se a Luz Negra (PT)" "Neon Lights Out"                                                            | Aliki Theofilopoulous Grafft | Julia Miranda | 15 de julho de 2016 14 de agosto de 2016 16 de setembro de 2016     | 117                |
| O Caos continua no Baile de Luz Negra quando Jay e Carlos revelam que o seu tapete foi roubado e Ben desaparece misteriosamente.                                                       |    | |                              |               |                                                                     |                    |
| 18 | 18 | "O Sumiço de Ben (BR) Enganchada no Ben (PT)" "Hooked On Ben"                                                                   | Aliki Theofilopoulous Grafft | Julia Miranda | 15 de julho de 2016 14 de agosto de 2016 19 de setembro de 2016     | 118                |
| O autor de todo o caos que se instalou é revelado, mas isso não impede a Escola Secundária de Auradon de manter a festa viva!                                                          |    | |                              |               |                                                                     |                    |

### 2ª Temporada (2016-17)
| # | ## | Título                                                                                    | Dirigido por | Escrito por    | Estreias                                                          | Código de produção |
| --- | -- | ----------------------------------------------------------------------------------------- | ------------ | -------------- | ----------------------------------------------------------------- | ------------------ |
| 19 | 1  | "Festa do Pijama (BR/PT)" "Slumber Party"                                                 | Eric Fogel   | Scott Peterson | 21 de outubro de 2016 28 de janeiro de 2017 9 de junho de 2017    | 201                |
| Durante uma festa do pijama, os miúdos de Auradon e os filhos dos vilões apercebem-se de que, apesar das suas diferenças, preferem ser amigos uns dos outros do que de outras pessoas.         |    |                                                                                           |              |                |                                                                   |                    |
| 20 | 2  | "A Mal Vai Sair (BR) Mal Estranha de Fora (PT)" "Odd Mal Out"                             | Eric Fogel   | Scott Peterson | 28 de outubro de 2016 5 de fevereiro de 2017 9 de junho de 2017   | 202                |
| Os miúdos de Auradon ensinam aos filhos dos vilões a história da cerimónia do Jóia-biléu e o mistério em volta do desaparecimento da jóia da família de Mal.                                   |    |                                                                                           |              |                |                                                                   |                    |
| 21 | 3  | "Em Busca da Joia (BR) Às Escondidas (PT)" "Pair of Sneakers"                             | Eric Fogel   | Scott Peterson | 4 de novembro de 2016 11 de fevereiro de 2017 9 de junho de 2017  | 203                |
| Mal e Freddie voltam a Ilha dos Perdidos na esperança de encontrar a pedra preciosa de Mal para o Jóia-biléu.                                                                                  |    |                                                                                           |              |                |                                                                   |                    |
| 22 | 4  | "Ensaio Agitado (BR) Ensaio Selvagem (PT)" "Wild Rehearsal"                               | Eric Fogel   | Scott Peterson | 11 de novembro de 2016 18 de fevereiro de 2017 9 de junho de 2017 | 204                |
| Os métodos maléficos de Mal provocam o caos quando Audrey, Jane e o resto das miúdas ensaiam para a grande atuação do Joia-bileu.                                                              |    |                                                                                           |              |                |                                                                   |                    |
| 23 | 5  | "Reação Química (BR/PT)" "Chemical Reaction"                                              | Eric Fogel   | Scott Peterson | 18 de novembro de 2016 19 de fevereiro de 2017 9 de junho de 2017 | 205                |
| O feitiço de Mal leva uma confusão colorida no laboratório de química com Evie, Freddie, Jane e Audrey.                                                                                        |    |                                                                                           |              |                |                                                                   |                    |
| 24 | 6  | "Cabeças Falantes (BR/PT)" "Talking Heads"                                                | Eric Fogel   | Scott Peterson | 2 de dezembro de 2016 25 de fevereiro de 2017 9 de junho de 2017  | 206                |
| No refeitório da escola , todos os miúdos discutem o comportamento de Mal, levando a escola inteira a uma luta de comida.                                                                      |    |                                                                                           |              |                |                                                                   |                    |
| 25 | 7  | "O Roubo (BR) Roubar (PT)" "Steal Away"                                                   | Eric Fogel   | Scott Peterson | 9 de dezembro de 2016 26 de fevereiro de 2017 9 de junho de 2017  | 207                |
| Evie, Carlos e Jay desvendam o mistério da joia perdida de Mal para o Joia-bileu. |    |                                                                                           |              |                |                                                                   |                    |
| 26 | 8  | "O Mal Entre Nós (BR/PT)" "Evil Among Us"                                                 | Eric Fogel   | Scott Peterson | 6 de janeiro de 2017 4 de março de 2017 9 de junho de 2017        | 208                |
| O Jóia-biléu chegou, tal como o novo filho de um vilão de Auradon, Zevon! |    |                                                                                           |              |                |                                                                   |                    |
| 27 | 9  | "As Opções Estão Diminuindo (BR) As Opções Estão a Encolher (PT)" "Options Are Shrinking" | Eric Fogel   | Scott Peterson | 13 de janeiro de 2017 11 de março de 2017 9 de junho de 2017      | 209                |
| Quando Jay, Freddie, Carlos e Jane interrompem os planos de Zevon, ele usa os seus poderes com poções para encolher o seu impacto.                                                             |    |                                                                                           |              |                |                                                                   |                    |
| 28 | 10 | "O Intruso (BR) Estraga-festas (PT)" "Party Crashers"                                     | Eric Fogel   | Scott Peterson | 20 de janeiro de 2017 12 de março de 2017 9 de junho de 2017      | 210                |
| Zevon invade o Joia-bileu e estraga a canção de Audrey. |    |                                                                                           |              |                |                                                                   |                    |
| 29 | 11 | "Mal Desacompanhada (BR) Mal Sozinha (PT)" "Mal-lone"                                     | Eric Fogel   | Scott Peterson | 27 de janeiro de 2017 18 de março de 2017 9 de junho de 2017      | 211                |
| Mal e Evie apressam-se a ajudar os seus amigos, para descobrirem que os miúdos de Auradon não estão dispostos a trabalhar com os filhos dos vilões.                                            |    |                                                                                           |              |                |                                                                   |                    |
| 30 | 12 | "Presos (BR/PT)" "Trapped"                                                                | Eric Fogel   | Scott Peterson | 3 de fevereiro de 2017 19 de março de 2017 9 de junho de 2017     | 212                |
| Jay, Carlos, Freddy e Jane, todos em miniatura, ficam presos dentro da lâmpada de Jordan. |    |                                                                                           |              |                |                                                                   |                    |
| 31 | 13 | "Cara a Cara (BR/PT)" "Face to Face"                                                      | Eric Fogel   | Scott Peterson | 10 de fevereiro de 2017 25 de março de 2017 9 de junho de 2017    | 213                |
| Mal e Evie enfrentam Zevon, que usam as jóias roubadas do Jóia-bileu para se apoderar do reino de Auradon.                                                                                     |    |                                                                                           |              |                |                                                                   |                    |
| 32 | 14 | "Unidos, Venceremos (BR/PT)" "United We Stand"                                            | Eric Fogel   | Scott Peterson | 17 de fevereiro de 2017 26 de março de 2017 9 de junho de 2017    | 214                |
| Miúdos de Auradon ao salvamento! Audrey, Lonnie, Ally, Jordan e Ben juntam-se a Mal e Evie na sua batalha contra Zevon.                                                                        |    |                                                                                           |              |                |                                                                   |                    |
| 33 | 15 | "Celebração (BR/PT)" "Celebration"                                                        | Eric Fogel   | Scott Peterson | 24 de fevereiro de 2017 1 de abril de 2017 9 de junho de 2017     | 215                |
| Enquanto Mal, Evie, Carlos, Jay e Freddie recebem as suas joias no Joia-bileu, todos os miúdos de Auradon e os filhos dos vilões começam a concordar que são melhores quando trabalham juntos. |    |                                                                                           |              |                |                                                                   |                    |

### Especiais
| # | ## | Título                                                                     | Dirigido por                | Escrito por    | Estreias                                                       | Audiências |
| - | -- | -------------------------------------------------------------------------- | --------------------------- | -------------- | -------------------------------------------------------------- | ---------- |
| 1 | 1  | "Desejo Concedido (BR/PT)" "Wish Granted"                                  | Aliki Theofilopolous Grafft | Julia Miranda  | 13 de dezembro de 2015 4 de junho de 2016 26 de março de 2016  | 1.60       |
| 2 | 2  | "O Baile das Luzes Neon (BR) O Baile de Luz Negra (PT)" "Neon Lights Ball" | Aliki Theofilopolous Grafft | Julia Miranda  | 15 de julho de 2016 15 de outubro de 2016 14 de agosto de 2016 | 1.62       |
| 3 | 3  | "Joia-Bileu (BR) Jóia-bileu (PT)" "Jewel-bilee"                            | Eric Fogel                  | Scott Peterson | 3 de março de 2017 2 de abril de 2017 9 de junho de 2017       |            |